# Encyklopedia powszechna PWN
Encyklopedia powszechna PWN (EP) – polska encyklopedia powszechna wydana w latach 1973–1976 w Warszawie przez Państwowe Wydawnictwo Naukowe; suplement do encyklopedii wydano w 1988.

## Historia
Encyklopedia została wydana w 4 woluminach (5., suplement, w 1988), w nakładzie ok. 2–2,5 mln egz.; zawiera 76 tys. haseł i podhaseł na 3360 stronach, 5323 ilustracje, 281 diagramów, 108 tabel przeglądowych w tekście, 128 wielobarwnych (kolorowych) i 176 czarno-białych ilustrowanych insertów i 257 map (62 wielobarwne). Podane wyżej dane nie dotyczą suplementu wydanego później.
Wydanie suplementu było planowane na 1987, a zasadnicze prace redakcyjne ukończono w 1986. Pożar w drukarni Domu Słowa Polskiego spowodował spalenie maszynopisów. Praca zespołu redakcyjnego wspierana była przez GUS i dzięki temu część materiałów zaktualizowano wedle danych z końca 1986 lub nawet końca drugiej połowy 1987. Suplement zawiera łącznie około 5000 haseł. Składa się na niego część poświęcona hasłom zaktualizowanym, uzupełnionym (np. o datę śmierci), wymienionym na nowe i zupełnie nowym. Druga część stanowi errata uwzględniająca znaczące błędy, jak daty, nazwiska, nazwy własne, wzory matematyczne i chemiczne. Druk ukończono w sierpniu 1988. Suplement liczy 590 stron.

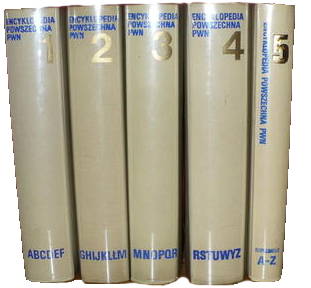
Wszystkie tomy